# Kamal Nasser
Kamal Butros Nasser (in arabo: كمال ناصر; Gaza, 1925 – Beirut, 10 aprile 1973) è stato un rivoluzionario, politico e scrittore palestinese.

## Biografia
Nasser nacque nel 1925 a Gaza e crebbe nella città di Bir Zeit, una delle maggiori del governatorato di Ramallah, in Cisgiordania, parte della Palestina sotto il Mandato Britannico.
Studiò prima al Bir Zeit College fino al 1941 e poi si iscrisse alla facoltà di scienze politiche dell'American University di Beirut, completando gli studi nel 1945. Durante gli studi, ricevette un'astensione agli studi semestrale a causa del suo attivismo politico. In questo periodo, scoprì la sua passione per la letteratura e il giornalismo, e iniziò a pubblicare le prime poesie e racconti già nel 1947 sul settimanale al-Qafila e sul giornale Filastin.

### Gli esordi
Completati gli studi, ritornò in Palestina e iniziò a lavorare come insegnante a Gerusalemme e a Ramallah fino al 1948. Il 1948 segna l'anno della svolta: l'occupazione israeliana della Palestina si concretizza nella Nakba con l'espulsione e lo sfollamento forzato di circa 700.000 palestinesi. La Nakba ebbe un profondo impatto nella vita e personalità di Nasser.
In quel momento, il suo interesse per il giornalismo si intensificò, portandolo a supportare la nascita del neonato periodico Al-Jil Al-Jadid ("la nuova generazione"). Dal 1949, Nasser collabora frequentemente come giornalista da Gerusalemme, venendo anche più volte imprigionato per la pubblicazione di materiale considerato rivoluzionario. Nasser era un fervente attivista politico a favore dell'unità araba e contro l'occupazione israeliana della Palestina. L'anno seguente, partecipa alla nascita del partito arabo socialista Baʿth palestinese a Ramallah, seguendo i principi dell'ideologo fondatore Michel Aflaq, uniti a quelli del leader dell'omonimo partito in Giordania Abdallah al-Rimawi. Poco dopo, tenta di fondare il giornale al-Baath a Gerusalemme, chiuso dopo appena pochi mesi dalla sua inaugurazione.
Nel 1952, Nasser, assieme ad altri membri del partito Baʿth palestinese, si trasferisce in Giordania e si unisce all'omonimo partito giordano, al quale fu permesso di operare apertamente. Dopo un breve soggiorno in Kuwait e un ritorno a Gerusalemme, Nasser viene eletto al parlamento giordano come rappresentante per il distretto di Ramallah. Una delle sue prime proposte di legge furono quelle per garantire i diritti delle donne, in particolare quelli politici.
Dopo il colpo di stato del nazionalista Suleiman al-Nabulsi nell'aprile 1957, Nasser fu costretto a lasciare il ruolo di parlamentare e a vivere da latitante, fino a quando non riuscì a scappare in Siria, facente parte della Repubblica Araba Unita. Nel 1959 pubblicò la sua prima raccolta di poesie, intitolata Jirah tughanni ("Ferite che cantano"). La sua prima opera copre una grande varietà di temi, inclusa la sua esperienza da rifugiato e la lotta come aspetto condiviso dai vari stati arabi.
Dopo la caduta della Repubblica Araba Unita e la divisione di Egitto e Siria nel 1961, Nasser lasciò Damasco per cercare rifugio al Cairo. Di lì a poco si sarebbe imbarcato per un tour che lo avrebbe portato in visita a vari paesi, tra cui Unione Sovietica, Francia, Italia e Regno Unito, alla conoscenza di vari scrittori ed intellettuali europei, tra cui Jean-Paul Sartre. Una volta che il governo giordano dichiarò l'amnistia generale per tutti gli attivisti politici di opposizione nel 1965, Nasser ritornò in Cisgiordania e si stabilì nella sua città Bir Zeit.

### L'espulsione
Una volta ritornato in Palestina, Nasser iniziò a lottare attivamente contro l'occupazione israeliana, soprattutto quando Gerusalemme cadde sotto il controllo di Israele nel 1967. Dopo la guerra dei sei giorni del 1967, infatti, i territori palestinesi vennero occupati militarmente da Israele.
A causa del suo impegno contro l'occupazione israeliana, Nasser venne arrestato più volte, imprigionato a Ramallah, e successivamente fu espulso forzatamente dai territori occupati palestinesi il 23 dicembre 1967. L'espulsione forzata, tuttavia, gli diede nuovo slancio. Nel 1967, pubblicò Ughniyat Min Paris ("Canzoni da Parigi"), una raccolta di poesie. L'anno successivo entrò a far parte dell'Organizzazione per la Liberazione della Palestina (OLP), di cui fu eletto membro del Comitato Esecutivo l'anno seguente, sotto la guida del leader palestinese Yasser Arafat.
Presso l'OLP, Nasser lavorò come capo redattore del suo periodico ufficiale, il Falastin al-Thawra ("rivoluzione palestinese") e divenne presto il portavoce ufficiale dell'organizzazione. Il contibuto editoriale ebbe un forte impatto nel forgiare l'ideologia dell'OLP: i suoi articoli di opinione spesso ne diventarono le posizioni ufficiali.
Dal 1969 al 1973, Nasser si occupò di tutte le questioni mediatiche e informative dell'OLP, impegnandosi a sensibilizzare l'opinione pubblica sulla causa palestinese.

### Assassinio
Il 10 aprile 1973, degli agenti israeliani del Mossad infiltrati a Beirut assassinarono Nasser, insieme a due noti leader palestinesi, Kamal Adwan e Muhammad Yusuf al-Najjar.
Nasser fu seppellito nel Cimitero dei Martiri a Beirut, vicino al suo amico e collega palestinese Ghassan Kanafani, assassinato l'anno prima.